# 劉濞
劉 濞（りゅう び、紀元前215年 - 紀元前154年）は、前漢前期の宗室。呉楚七国の乱の首謀者。

## 略歴

### 生い立ち
劉喜（高祖劉邦の兄）の長男。弟に劉広（徳哀侯）がいる。代王に封じられた父の劉喜が代を攻めた匈奴から逃亡し、郃陽侯に格下げされた後、劉濞は沛侯に封じられた。

### 高祖・呂后の時代
紀元前196年に淮南王英布が反乱を起こした際に、20歳になる劉濞は叔父の高祖の親征軍に将軍として従軍して、騎兵を率いて活躍した。その功績によって、戦死した従父の荊王劉賈の後釜として、呉王に封じられた。王になった直後、その挨拶のため高祖の元に参内したときの話として、次のようなものが伝えられている。
すでに王に封じられたものの、劉濞の人相が謀反人のそれであることに不安を感じた高祖は次のように言った。
「予言によれば、これから50年後に（帝都長安から見て）東南の地（呉の領域）で反乱が起こるというが、わしもお前も同じ血を引いた一族同士である。まかり間違えても反乱などと馬鹿げたことをするなよ」
劉濞はこう答えた。
「ゆめゆめそのような真似はいたしません」
かくして、呉王として任地に赴いた劉濞であったが、中央政界に於ける呂雉を筆頭とする呂氏一族の専横とこれに対抗する元勲たちの政争に巻き込まれることもなく、国内整備に邁進することとなる。その結果として呉国は、その領域内から産出される銅と塩の生産と、それの他国への販売によってもたらされる巨万の富を背景に、国民に税をかけること必要もなく、労役に国民を駆り出した際にはかえって手間賃を払うというような、一種の別天地の様相を呈するようになる。さらに、税役を負担しきれず他国から逃亡してきた者を国内に迎え入れ、彼らに銭を盗鋳させるなど、朝廷でも統制できないくらいの勢力を誇るまでになった。

### 文帝の時代
しかし、呂氏の乱にて呂氏一族が滅び、従弟の文帝（劉恒）が即位すると、状況は徐々に変わっていった。文帝の側近たちの中で、とくに新参者の鼂錯は積極的に諸侯王の勢力を弱めていくことを文帝に進言した。しかし、中郎将の袁盎は「諸侯王の勢力を弱めていくことは、劉氏一門が分裂して匈奴に利するだけです」と猛反対したため、自身もかつては諸侯王のひとりであった文帝は袁盎の進言を容れて、呂氏一族の滅亡後に帝位を争った斉王家のみを対象として、その政策は保留されたのである。
ある年に、長安に劉濞の世子の劉賢が父の名代として、長安に参内し、劉賢をねぎらう宴会が催されたが、宴会の余興（「博」と呼ばれる、今で言うボードゲームの一種）をめぐって、又従兄弟である皇太子の劉啓（後の景帝）と口論となり、皇太子が劉賢に向けて「博」の盤を投げ殺してしまった。この劉賢が殺害された事件と、その後の中央政府の対応に不満を抱いた劉濞は、諸侯王の義務である長安への入朝を、病と称して取りやめた。劉濞は諸侯王として、朝廷を軽視し、礼法を無視する態度で臨むようになった。朝廷の調査によって、劉濞が息子のことで、参内せず病と称したことが明らかになった。そのため呉の使者が都に派遣されると、朝廷から尋問を受けて抑留された。
劉濞は、ますます恐れてその対策を練った。秋恒例の諸侯王謁見の儀式があり、劉濞は再び都に使者を派遣した。文帝はその使者を詰問した。呉の使者は「王は実は病ではありません。朝廷がわが呉の使者を派遣されるたびに抑留されますから、そのために病と称して、参内ができない状態となったのです。それに「深い水の底にいる魚を覗き込むのはよくない」と申します。王は、はじめは仮病を使っただけですが、それが口実と判明して、陛下が激しく尋問なされたため奥に閉じこもって、人とも会われません。陛下が王に厳罰を下すと驚愕し、些細なことでよからぬ企てを考えるかもしれません。いまこそ、陛下のご寛大な対応で水に流されることをお願い申し上げます」と嘆願した。これを憐れんだ文帝は抑留した呉の使者を釈放して、帰還することを許した。同時に、文帝は従兄の劉濞の行為を不問にして、劉濞が老齢であることを理由に参勤を免除し、杖と脇息を与えた。
劉濞は、朝廷から許されると企みを考えることを取りやめにした。呉の国内では、銅と塩の利益で呉の領民は税が免除され、兵役の代わりに資金を出す場合も兵卒を養う必要な金額を捻出するだけでよかった。劉濞は季節ごとに優れた人材を労い、村里ごとに褒美を与えてこれを表彰した。その一方、他国の犯罪者が呉に亡命するとこれを受け入れて、他国の軍勢に引き渡すことを拒んだ。このような劉濞の統治は既に40余年にもおよび、呉の民衆の支持を得ていた。

### 呉楚七国の乱
朝廷と諸侯王国の呉との関係は、文帝の存在もあって一応の安定を得たものの、紀元前157年に文帝が崩御すると、事態は急変する。文帝の後を継いだ景帝はかつて世子の劉賢を殺害した相手であり、さらに景帝の側近である前述の鼂錯は文帝時代から積極的な諸侯王削減策を唱えていた。銅と塩の利益を独占して、犯罪者を庇護する制度を保った劉濞は、これに危機感を覚え、中大夫の応高を派遣して、朝廷の政策に反感を持っている同族の膠西王劉卬や楚王劉戊や趙王劉遂らと手を組み、紀元前154年、「私は62歳で軍を率い、私の末子は14歳で従軍している。これより62歳以下、14歳以上の男子には兵役に就く義務を課す」と号令して、二十余万の軍勢を率いて挙兵した。これが呉楚七国の乱である。
中央集権に反感を覚えていた諸王はおろか、南越の兵まで加わったことで、反乱軍の総数は七十万を越えたという。また、呉の豊富な経済力もあって、当初の情勢は反乱軍が優勢であり、長安では討伐軍への従軍を命じられた諸侯がその費用を金貸しに借りようと申し込んだ際に、長安中の金貸しから断られたという逸話が残るほどであった。また、劉濞の亡弟の劉広（徳哀侯）の子である劉通（徳頃侯）と、かつて諸侯王の勢力を弱めることを反対した以前の呉の宰相を務めていた袁盎が勅使として、呉王劉濞の陣営に向かったが、劉濞自身は自ら漢の東帝を自称して、甥のみ謁見に応じて、袁盎には会わずにそのまま抑留を命じた。
しかし、劉濞は有利な情勢に気をよくし、数を頼む以外、殆ど無策であった。これに対して、朝廷は対策を打ち始めていた。朝廷は諸王の反感を買っていた鼂錯を処刑し、反乱軍の政治的結束にほころびを生じさせた。さらに、新たに先帝の信頼の厚い周亜夫を大尉に任じた。周亜夫は正面の防衛を他の官軍に任せ、反乱軍の糧道を破壊する作戦を取った。
正面の梁を守る景帝の実弟の梁王劉武により足止めを余儀なくされ、兵質を数と勢いで補っていた反乱軍は、補給と結束に問題を抱え始め、勢いは次第に失われつつあった。上下問わず逃亡が相次いだ事に危機を覚えた劉濞はようやく正面攻撃を中止し、周亜夫の拠点に直接攻撃をかける策に出たが、手の内を読まれ大敗北を被り、呉軍は壊滅した。劉濞はわずかな側近たちを引き連れて、かねてから親交のあった東甌王の下へ逃走した。しかし、ここで東甌王の裏切りに遭い、刺客に殺害された。また、首謀者の劉濞の死を知り、反乱を共謀した各国の王やその太子らも自害し、もしくは朝廷軍に討ち取られ、呉楚七国の乱は3カ月で鎮圧された。強大な呉の富と、広大な地域を占める諸王の国力を連合してすら、成長した中央政府の人材と制度の高い力量の前には、あっけなく敗れ去る事が明らかになった。これ以降、漢王朝は諸侯王の勢力削減策をさらに強化し、中央集権制への移行を進めることになった。

## 宗室

### 子
- 劉賢
- 劉子駒
- 劉子華